# PR-411
A Rodovia PR-411 é uma estrada pertencente ao governo do Paraná que liga a Estrada da Graciosa (Rodovia PR-410) até a cidade histórica de Morretes.
O trajeto passa pela localidade de Porto de Cima, em que uma praia natural é tradicional opção de lazer.  O Rio Nhundiaquara também oferece inúmeras atrações turísticas e esportivas, como canoagem, pesca e boia-cross (descida por trechos do rio utilizando boias). A região é turística, possuindo pousadas e áreas para acampamento.  

## Trechos da Rodovia
Na localidade de São João da Graciosa, em Morretes, há uma bifurcação: a PR-411 conduz através da localidade de Porto de Cima até o centro de Morretes, enquanto a PR-410 segue até um ponto distante 6 Km de Morretes, já na PR-408, que conduz à cidade de Antonina.  Para quem se dirige a Morretes, a PR-411 é o trecho mais curto a partir de São João da Graciosa, enquanto a PR-410 é o caminho mais rápido para quem deseja ir à Antonina sem passar por Morretes.  
A Rodovia PR-411 possui uma extensão total de aproximadamente 14,6 km:
| Ponto de referência                         | Extensão do trecho | Extensão acumulada | Situação    |
| ------------------------------------------- | ------------------ | ------------------ | ----------- |
| Entroncamento PR-408 (Morretes)             | ---                | 0 km               | ---         |
| Zona urbana de Morretes                     | 1,7 km             | 1,7 km             | Pavimentado |
| Porto de Cima                               | 6,1 km             | 7,8 km             | Pavimentado |
| Entroncamento PR-410 (São João da Graciosa) | 6,8 km             | 14,6 km            | Pavimentado |

Extensão pavimentada: 14,6 km (100,00%)

## Municípios atravessados pela rodovia
- Morretes